# Idiocerus cedrus
Idiocerus cedrus är en insektsart som beskrevs av Hamilton 1980. Idiocerus cedrus ingår i släktet Idiocerus och familjen dvärgstritar. Inga underarter finns listade i Catalogue of Life.